# Nube de Hielo

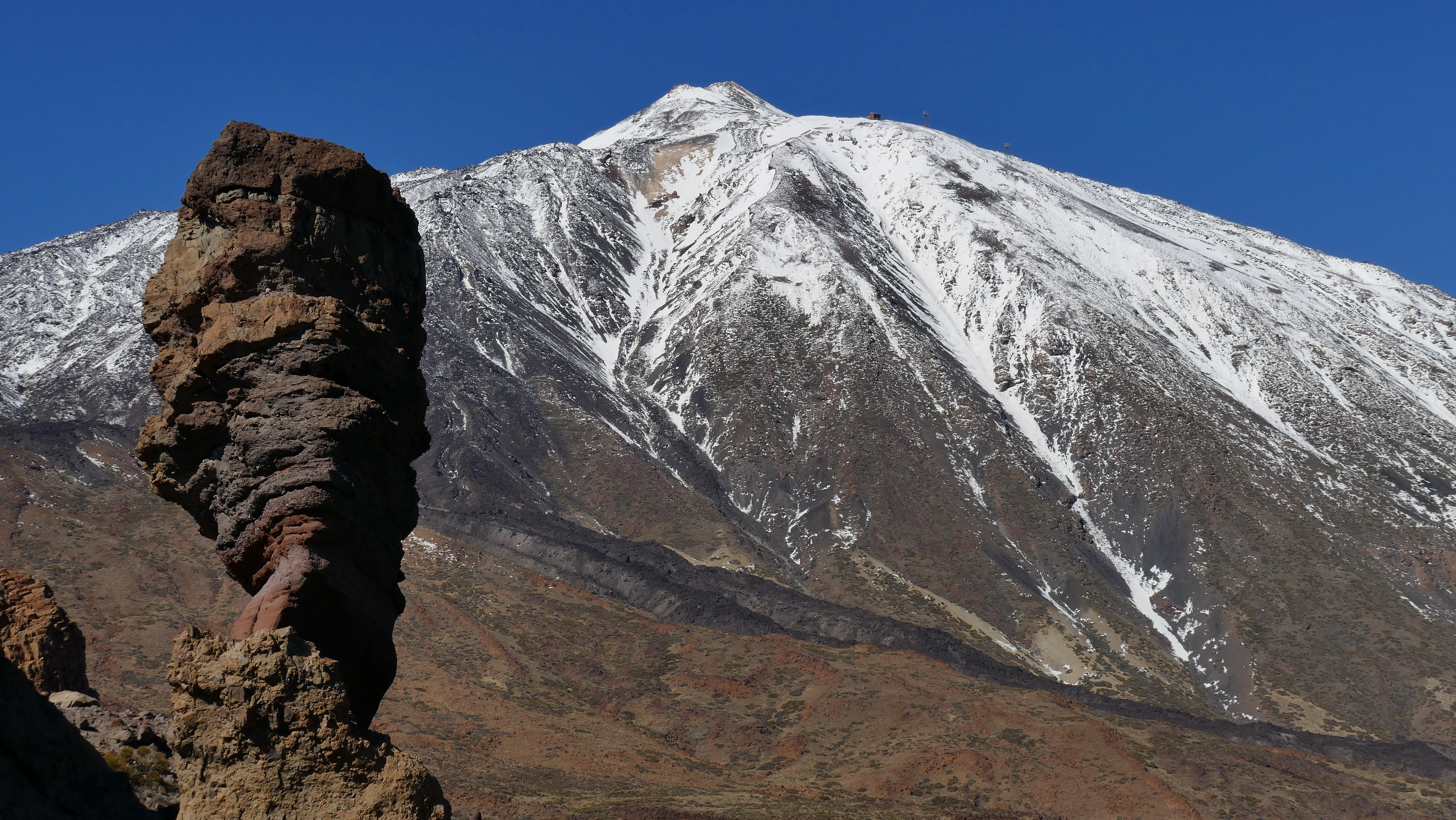
El paisaje del Teide fue la inspiración para la canción.

Nube de Hielo es una melodía tradicional creada por el compositor canario Benito Cabrera. La canción apareció por primera vez publicada en el álbum «Notas de Viaje» de 1998, y desde entonces ha sido versionada en multitud de ocasiones. Nube de Hielo es realmente una melodía que no tiene letra, aunque el compositor Andrés Molina escribió una letra y Chago Melián es el cantante que más frecuentemente la ha cantado. Según el propio Benito Cabrera, la canción está inspirada en el Teide, concretamente en el sonido del silencio que halló en este paraje.
La canción expresa unos sentimientos de aislamiento, melancolía y nostalgia presentes en el corazón de los canarios, que surgieron tras décadas de emigración a América, además de por el sentimentalismo llevado por los peninsulares emigrados a las islas siglos atrás, todo ello colaborando a generar una atmósfera que, al igual que en el caso del folklore portugués o gallego, impregnados de saudade, constituye una emocionalidad de fondo perceptible en la sociedad canaria de muy variadas formas. 
Los canarios sienten por lo general, un gran cariño por esta melodía, estando muy arraigada en Canarias. Nube de Hielo formó parte del expediente de declaración del Parque nacional del Teide como Patrimonio de la Humanidad en 2007.

## Letra
Te dibujo en un papel, pintando sombras al mar
Nube que me vio nacer, también me viste marchar
La distancia duele más; si atrás quedó lo mejor
Como un niño sin jugar, como una triste canción
Te dibujo en un papel, y sueño con regresar
Tan cerca te vi ayer, y hoy miro al cielo y no estás
No respira el viento igual, cuando te alejas del sur
Si no tiene olor a sal, la nube no serás tú
Nube de hielo en la cumbre del ancho mar
Nube el silencio que puedes montar
Mi juventud, mi adolescencia, y mi edad de jugar
Tú verás cómo mi vida se irá
No respira el viento igual, cuando te alejas del sur
Si no tiene olor a sal, la nube no serás tú
Nube de hielo en la cumbre del ancho mar
Nube el silencio que puedes montar
Mi juventud, mi adolescencia, y mi edad de jugar
Tú verás cómo mi vida se irá
Nube de hielo en la cumbre del ancho mar
Nube el silencio que puedes montar
Mi juventud, mi adolescencia, y mi edad de jugar
Tu verás cómo mi vida se irá
Junto al mar mi vida se irá…